# Ian Freeland
Le lieutenant général Sir Ian Henry Freeland GBE, KCB, DSO, DL (14 septembre 1912 - 2 juillet 1979) était un officier supérieur de la British Army, qui a servi avec distinction pendant la Seconde Guerre mondiale et a notamment occupé les fonctions d'officier général commandant (GOC) et de directeur des opérations pour les questions de sécurité en Irlande du Nord à la suite des émeutes de 1969 et au début des Troubles.

## Début de la carrière militaire et Seconde Guerre mondiale
Né le 14 septembre 1912 à Milton, dans le Hampshire, en Angleterre, Ian Henry Freeland, fils du major-général Sir Francis Edward Freeland, officier de la British Army, fait ses études au Wellington College,, dans le Berkshire. Puis, après avoir fréquenté le Collège royal militaire de Sandhurst, Freeland est engagé comme sous-lieutenant dans le Norfolk Regiment (Royal Norfolk Regiment à partir du 3 juin 1935) le 1er septembre 1932, et, après avoir été affecté en Inde pour rejoindre le 1er bataillon du régiment, il est promu lieutenant le 1er septembre 1935.
Peu après le début de la Seconde Guerre mondiale en septembre 1939, Freeland a été promu, le 17 janvier 1940, au grade de capitaine par intérim et nommé adjudant de son bataillon qui, en juillet 1940, est retourné en Angleterre, alors sous la menace d'une invasion allemande. Son grade de capitaine devient permanent le 1er septembre 1940. En 1942, il est major de brigade pour la 7e brigade d'infanterie, qui fait partie de la 3e division d'infanterie sous les ordres du major général Eric Hayes, et officier d'état-major général de grade 2 (GSO2) au bureau de la guerre en 1943. Il obtient diverses promotions en temps de guerre, qui culminent le 22 avril 1944 avec une promotion temporaire au grade de lieutenant-colonel et devient commandant du 7e bataillon, Royal Norfolks, une unité de deuxième ligne de l'armée territoriale (TA). Le bataillon fait partie de la 176e brigade d'infanterie de la 59e division d'infanterie (Staffordshire), commandée par le major général Lewis Lyne, et, à la fin du mois de juin, il est envoyé en Normandie, en France, quelques semaines après le débarquement. Le bataillon participe à la bataille de Normandie, notamment à la prise de Caen lors de l'opération Charnwood, au cours de laquelle le bataillon subit plus de 150 pertes, suivie de la deuxième bataille de l'Odon. Pour son leadership, Freeland est nommé Compagnon de l'Ordre du service distingué (DSO) le 21 décembre 1944.
La citation pour cette récompense décrit comment son bataillon était l'unité avancée d'une tête de pont sur l'Orne près de Grimbosq et, au cours des quarante-huit heures des 7 et 8 août 1944, a repoussé neuf contre-attaques allemandes (par des éléments de la 271e Volksgrenadier Division et de la 12e SS Panzer Division Hitlerjugend). Malgré le feu nourri des Allemands, Freeland se déplace constamment sur le champ de bataille pour encourager ses compagnies avancées et trouver le moment de lancer sa propre offensive. À peu près au même moment, le capitaine David Jamieson, du bataillon de Freeland, se voit décerner la Croix de Victoria (VC). Quelques jours plus tard, cependant, le bataillon, ainsi que le reste de la 59e division, fut démantelé en raison d'une grave pénurie d'effectifs dans l'armée britannique à ce stade de la guerre, et les hommes restants furent envoyés dans d'autres unités d'infanterie britanniques afin de les renforcer.
Après la dissolution de son bataillon, Freeland est affecté au commandement du 1/5e bataillon du Régiment Royal de la Reine, qui fait partie de la 131e brigade d'infanterie de la 7e division blindée du général de division Gerald Lloyd-Verney, à travers la Belgique, et reçoit les décorations belges de Chevalier de l'Ordre de la Couronne avec palme et de Croix de guerre 1940 avec palme. La citation pour ces récompenses soulignait son commandement du bataillon pendant la libération de Gand, lorsque le bataillon était l'élément de tête de la 7e Division blindée,. Freeland a continué à diriger le 1/5e Queens pendant le reste de la campagne du nord-ouest de l'Europe, jusqu'à la fin de la Seconde Guerre mondiale en Europe en mai 1945, date à laquelle le bataillon s'est retrouvé à Hambourg, en Allemagne.

## Après-guerre
Freeland a obtenu le grade temporaire de colonel et a servi à l'état-major du QG du VIIIe corps, sous la direction du lieutenant général Sir Evelyn Barker, de 1945 à 1946, avant de devenir commandant en second de la 4e brigade blindée et d'exercer d'autres fonctions d'état-major au QG de l'armée britannique du Rhin (BAOR) en 1946-1947. Il a ensuite été commandant du centre d'entraînement de toutes les armes de 1948 à 1949, a travaillé au War Office de 1949 à 1950 et a enseigné à l'école d'état-major de Camberley de 1951 à 1953,.
Bien qu'à la fin de la guerre, il détienne temporairement le grade de lieutenant-colonel, il n'est encore que capitaine en titre et est promu major en titre le 1er juillet 1946, puis promu lieutenant-colonel en titre le 1er juillet 1951. Le 15 février 1954, il est promu lieutenant-colonel effectif et se voit confier le commandement du 2e bataillon des Royal Inniskilling Fusiliers,. Le bataillon sert à Chypre en 1954.
Freeland a été promu colonel adjoint le 2 avril 1956 (avec ancienneté à partir du 10 juin 1954), et brigadier le 1er janvier 1960. Il est commandant de brigade de la 12e brigade d'infanterie de 1956 à 1957, au Collège impérial de défense en 1958, puis retourne au ministère de la Guerre. Il est promu major-général le 18 mars 1961 (avec ancienneté à partir du 10 février 1961) et nommé General Officer Commanding (GOC) 54th (East Anglian) Division/District de l'armée territoriale, poste qu'il occupe jusqu'au 17 juillet 1963. Il est ensuite GOC, East Africa Command, à partir du 1er novembre 1963, puis commandant de l'armée kényane, jusqu'au 28 novembre 1964, date à laquelle il est rebaptisé GOC, British Land Forces Kenya. Cette période est marquée par la participation britannique à la révolution de Zanzibar. Il est nommé Compagnon de l'Ordre du Bain (CB) dans les honneurs du Nouvel An 1964. Il a ensuite occupé le poste de Vice-Adjutant-Général au Ministère de la Défense du 3 décembre 1964 au 1er février 1968. Il est ensuite nommé chef adjoint de l'état-major général impérial le 1er avril 1968 et promu lieutenant-général le même jour (avec ancienneté à partir du 20 octobre 1968). Il est promu chevalier commandeur de l'ordre de l'Empire britannique (KCB) à l'occasion de l'anniversaire de la Reine en 1968. Il quitte son poste de chef d'état-major adjoint le 31 décembre 1968, celui-ci ayant été supprimé, tout comme ses équivalents dans la Royal Navy et la Royal Air Force,.
Freeland a occupé le poste honorifique de colonel adjoint du Royal Anglian Regiment (successeur du Royal Norfolk Regiment) avec la responsabilité spécifique des composantes Norfolk, Suffolk et Cambridgeshire du régiment à partir de 1968, et a été nommé colonel du régiment le 4 octobre 1971, renonçant à ce poste le 1er octobre 1976.

## Irlande du Nord
Au milieu du mois d'août 1969, la décision a été prise de renforcer la Royal Ulster Constabulary en Irlande du Nord avec du personnel de l'armée. Freeland avait été nommé officier général commandant le 9 juillet 1969, au cours d'une période relativement paisible au début des Troubles, alors que seulement 1 000 soldats britanniques étaient stationnés dans la région,, et avait ensuite été nommé directeur des opérations pour les questions de sécurité le 28 août. À la mi-août, d'importantes émeutes ont éclaté. Le nombre de soldats atteignait environ 6 000 et Freeland avertissait qu'il y avait un risque que les soldats deviennent des cibles.
Freeland a plaidé avec force en faveur de l'abolition des B-Specials. Le soutien de la population nationaliste irlandaise a également diminué après l'assassinat de Daniel O'Hagan le 31 juillet 1970. Il a été critiqué pour une interview télévisée dans laquelle il a déclaré "que la patience de l'armée n'était pas inépuisable et qu'il faudrait peut-être répondre à la force par la force". Il s'attendait à être démis de ses fonctions, mais il a reçu le soutien du Premier ministre, Harold Wilson, et du ministre de l'Intérieur, James Callaghan,. En juin 1970, les effectifs atteignent 7 000 hommes, en grande partie pour faire face aux troubles attendus lors de l'apogée de la "saison des marches" et de la libération de Bernadette Devlin.
Aucun problème majeur n'est survenu, peut-être grâce aux précautions prises. En septembre 1970, on apprend que Freeland doit se retirer à sa demande, en raison d'un stress extrême,. Vernon Erskine-Crum lui succède le 4 février 1971. Cette nomination s'est avérée éphémère, car Erskine-Crum a été victime d'une crise cardiaque peu après et a été remplacé, à son tour, par le lieutenant-général Harry Tuzo le 2 mars. Freeland a été nommé Chevalier Grand-Croix de l'Ordre de l'Empire britannique (GBE) à l'occasion de l'anniversaire de la Reine en 1971, et a pris sa retraite de l'armée le 21 juin 1971.
Il a correctement prédit une "période de lune de miel" après que les soldats britanniques ont été placés en patrouille dans les rues, bien qu'il ait prédit à tort que les lignes de paix à Belfast seraient temporaires.

« La ligne de paix sera très, très temporaire. Nous n'aurons pas de mur de Berlin ou quoi que ce soit de ce genre dans cette ville. »

— Lieutenant-General Sir Ian Freeland, 1969[, (Original en anglais)

## Retraite
Après sa retraite de l'armée en 1971, Freeland a vécu à Dereham, dans le Norfolk. Il a été nommé lieutenant adjoint du Norfolk en 1972 et vice-lieutenant en 1978.

## Vie personnelle
À la fin des années 1930, alors qu'il est en poste en Inde, Freeland rencontre Mary Armitage, fille du général Sir Charles Armitage. Au début de la Seconde Guerre mondiale, il est retourné en Angleterre avec elle et, le 2 janvier 1940, ils se sont mariés à l'église St. Andrews, à Kilverstone ; ils ont eu trois enfants, Charles, né en 1941, Sue, née en 1943, et Henry, né en 1948.

## Bibliograpie
- (en) Paul Bew et Gordon Gillespie, Northern Ireland: A Chronology of the Troubles, 1968–1993 [« Irlande du Nord : Chronologie des troubles, 1968-1993 »], Gill & Macmillan, 1993 (ISBN 0-7171-2081-3)